# Капністи
Капні́сти — український шляхетський рід у XVIII — XX століттях, графи.
Капністи походили з роду італійського (венеційського) купця (грека за національністю) Василя Петровича Капніста, який на початку XVIII століття оселився в Україні.

## Представники
Відомі представники роду:
- Капніст Василь Петрович (? — 1757) — венеційський купець грецького походження. Сотник ізюмського полку (1726), полковник миргородський (1737—1750) і київський (1750). Засновник козацького, а згодом графського роду Капністів.
  - Капніст Василь Васильович (1758 — 1823) — український письменник і громадсько-політичний діяч, син Капніста Василя Петровича.
    - Капніст Микола Васильович (? — ?) — катеринославський губернський маршал, син Капніста Василя Петровича.
    - Капніст Петро Васильович (? — 1826) — гвардійський офіцер російської армії.
    - Капніст Семен Васильович (1791 — 1843) — член Союзу благоденства, син Капніста Василя Васильовича.
    - Капніст Іван Васильович (бл. 1794 — 1860) — таємний радник; миргородський повітовий (1826—1829) та полтавський губернський (1829—1842) предводитель дворянства, почесний наглядач полтавської гімназії (1832—1841), член Комісії з облаштування будівель Петровського Полтавського кадетського корпусу, потім Смоленський, пізніше Московський губернатор, син Капніста Василя Петровича.
      - Капніст Петро Іванович (1830 — 1898) — прозаїк, драматург і поет, син Капніста Івана Васильовича та Горленко Пелагеї Григорівни (дочки губернського секретаря).

    - Капніст Олексій Васильович (бл. 1796 — 1867) — член Союзу благоденства, син Капніста Василя Васильовича.
      - Капніст Василь Олексійович (1838 —1910) — таємний радник.
        - Капніст Олексій Васильович (1879 —1958) — громадський діяч, меценат, емігрант до Франції.

      - Капніст Дмитро Олексійович
      - Капніст Павло Олексійович
- Капніст Любов Степанівна (? — ?) — мати відомого українського педагога Костянтина Ушинського.[1]
- Капніст Ростислав Ростиславович (20 лютого 1875 — 13 січня 1921) — граф[2], колекціонер українських старожитностей[3][4], двоюрідний онук Василя Капніста[5], батько Марії Капніст.
- Капніст Марія Ростиславівна (1915 — 1993) — українська акторка[6].
- Ушинський Костянтин Дмитрович (1823 — 1871) — педагог і правознавець українського походження, один із засновників педагогічної науки та народної школи у Російській імперії, кандидат юриспруденції. Син Любові Степанівни Гусак-Капніст.

Рід графів Капністів, визнаних у цій гідності у Російські імперії в 1876—1877 роках, внесений до V частини родовідної книги Харківської, Полтавської і Чернігівської губерній (Гербовник, XIII, 13).